# Taylor Sheridan
Taylor Sheridan (Cranfills Gap, 21 maggio 1970) è un attore, sceneggiatore e regista statunitense.
È noto per aver scritto numerosi film ambientati nel moderno West, tra cui la tetralogia della frontiera americana, composta dai film Sicario, Hell or High Water, I segreti di Wind River e Soldado. Inoltre ha creato la popolare serie tv Yellowstone, interpretata da Kevin Costner.

## Biografia
A volte accreditato come Tayler Sheridan, ha iniziato la sua carriera da attore verso la metà degli anni novanta prendendo parte a numerose produzioni televisive, tra cui Walker Texas Ranger, La signora del West, Party of Five e molte altre. Tra il 2005 e il 2007 ha interpretato il ruolo di Danny Boyd nella serie televisiva Veronica Mars. Sheridan diventa noto per il ruolo del vice sceriffo David Hale nelle prime tre stagioni della serie televisiva Sons of Anarchy.
È però nel 2015 che raggiunge il successo, quando inizia a lavorare come sceneggiatore e scrive per Denis Villeneuve Sicario, ottenendo una candidatura ai Writers Guild of America Award. Sicario è la prima sceneggiatura di una trilogia scritta da Sheridan che affronta il tema della moderna frontiera americana, seguita da Hell or High Water e conclusa con I segreti di Wind River (di cui è anche regista). Proprio con quest'ultimo ottiene la sua prima candidatura agli Oscar per la migliore sceneggiatura originale.
Nel 2018 crea la serie televisiva Yellowstone con protagonista Kevin Costner, inizia inoltre una collaborazione con il regista italiano Stefano Sollima che lo porta a scrivere le sceneggiature di Soldado, seguito di Sicario, e Senza rimorso, tratto dall'omonimo romanzo di Tom Clancy. Nel 2021 torna dietro la macchina da presa in qualità di regista per dirigere Angelina Jolie nel thriller Quelli che mi vogliono morto. L'anno successivo realizza per Paramount la serie televisiva Tulsa King con protagonista Sylvester Stallone. L'universo narrativo di Yellowstone è tuttora in espansione con le serie prequel 1883, con protagonista Sam Elliott e narrata da Isabel May, ruolo da narratrice che riprenderà in 1923, che vede come protagonisti Harrison Ford e Helen Mirren. Nel luglio 2023 la rivista di critica cinematografica Sentieri selvaggi ha dedicato a Taylor Sheridan il numero 15 della rivista cartacea, intitolato "L'ultima frontiera del western".

## Filmografia

### Sceneggiatore

#### Cinema
- Sicario, regia di Denis Villeneuve (2015)
- Hell or High Water, regia di David Mackenzie (2016)
- I segreti di Wind River (Wind River), regia di Taylor Sheridan (2017)
- Soldado (Sicario: Day of the Soldado), regia di Stefano Sollima (2018)
- Senza rimorso (Without Remorse), regia di Stefano Sollima (2021)
- Quelli che mi vogliono morto (Those Who Wish Me Dead), regia di Taylor Sheridan (2021)

#### Televisione
- Yellowstone – serie TV, 53 episodi (2018-2024)
- The Last Cowboy – programma TV, 12 puntate (2019-2021)
- 1883 – miniserie TV, 10 puntate (2021-2022)
- Mayor of Kingstown – serie TV, 30 episodi (2021-in corso)
- Tulsa King – serie TV (2022-in corso)
- 1923 – serie TV, 15 episodi (2022-2025)
- Lioness – serie TV (2023-in corso)
- Landman – serie TV (2024)

### Regista

#### Cinema
- Vile (2011)
- I segreti di Wind River (Wind River) (2017)
- Quelli che mi vogliono morto (Those Who Wish Me Dead) (2021)

#### Televisione
- Yellowstone – serie TV, 12 episodi (2018-2024)
- 1883 – miniserie TV, puntata 1 (2021)
- Mayor of Kingstown – serie TV, episodi 1x01-1x03 (2021-in corso)
- Landman – serie TV, episodi 1x01-1x02 (2024)

### Attore

#### Cinema
- White Rush, regia di Mark L. Lester (2003)
- Hell or High Water, regia di David Mackenzie (2016) - cameo
- 12 Soldiers (12 Strong), regia di Nicolai Fuglsig (2018)

#### Televisione
- Walker Texas Ranger (Walker, Texas Ranger) – serie TV, episodio 3x15 (1995)
- Il prezzo del tradimento (Her Costly Affair), regia di John Patterson – film TV (1996)
- La signora del West (Dr. Quinn, Medicine Woman) – serie TV, episodio 6x03 (1997)
- Cinque in famiglia (Party of Five) – serie TV, episodio 5x24 (1999)
- Cenerentola a New York (Time of Your Life) – serie TV, episodio 1x09 (2000)
- V.I.P. – serie TV, episodio 3x14 (2001)
- Squadra Med - Il coraggio delle donne (Strong Medicine) – serie TV, episodio 3x01 (2002)
- The Guardian – serie TV, episodio 2x19 (2003)
- 10-8: Officers on Duty – serie TV, episodio 1x01 (2003)
- Star Trek: Enterprise – serie TV, episodio 3x12 (2004)
- NYPD - New York Police Department (NYPD Blue) – serie TV, episodio 11x15 (2004)
- CSI: NY – serie TV, episodio 1x20 (2005)
- CSI - Scena del crimine (CSI: Crime Scene Investigation) – serie TV, episodio 6x06 (2005)
- Veronica Mars – serie TV, 5 episodi (2005-2007)
- Sons of Anarchy – serie TV, 21 episodi (2008-2010)
- NCIS: Los Angeles – serie TV, episodio 2x19 (2011)
- Yellowstone – serie TV, 12 episodi (2018-2024)
- 1883 – miniserie TV, puntate 7-8 (2022)
- Lioness – serie TV, episodi 2x01-2x02-2x08 (2024)

### Produttore
- Quelli che mi vogliono morto (Those Who Wish Me Dead), regia di Taylor Sheridan (2021)
- Finestkind, regia di Brian Helgeland (2023)

### Produttore esecutivo
- Yellowstone – serie TV, 53 episodi (2018-2024)
- The Last Cowboy – programma TV, 12 puntate (2019-2021)
- 1883 – miniserie TV, 10 puntate (2021-2022)
- Mayor of Kingstown – serie TV, 10 episodi (2021-in corso)
- Tulsa King – serie TV (2022-in corso)
- 1923 – serie TV, 15 episodi (2022-2025)
- Lawmen - La storia di Bass Reeves (Lawmen: Bass Reeves) – miniserie TV, 8 puntate (2023)
- Landman – serie TV (2024)

## Doppiatori italiani
Nelle versioni in italiano, delle opere in cui ha recitato, Taylor Sheridan è stato doppiato da:
- Gabriele Sabatini in Yellowstone, 1883
- Mauro Magliozzi in CSI: NY
- Loris Loddi in Sons of Anarchy (st. 1)
- Vittorio Guerrieri in Sons of Anarchy (st. 2, ep. 3x01)
- Alberto Angrisano in NCIS: Los Angeles
- Roberto Draghetti in CSI - Scena del crimine